# Jerónimo Fernández
Jerónimo Fernández foi um advogado e escritor espanhol do século XVI. Seu pai se chamava Toribio Fernández.